# Equilibrio de Nash manipulado
En teoría de juegos, un equilibrio de Nash manipulado o MAPNASH es un refinamiento del equilibrio perfecto en subjuegos utilizado en juegos dinámicos de información imperfecta. De manera informal, un conjunto de estrategias es un MAPNASH de un juego si fuera un equilibrio perfecto en subjuegos del juego, si el juego tuviera información perfecta. El MAPNASH fue sugerido por primera vez por Amershi, Sadanand y Sadanand (1988) y desde entonces se ha discutido en varios artículos. Es un concepto de solución basado en cómo los jugadores piensan sobre los procesos de pensamiento de otros jugadores.

## Definición formal y un ejemplo
Considere un juego dinámico de información imperfecta, G. Basado en G, construya un juego, PG, que tenga las mismas estrategias, recompensas y orden de movimientos que G, excepto que PG es un juego de información perfecta (todos los jugadores en PG conocen las estrategias elegidas por los jugadores que actuaron antes). Una estrategia, S, en G es un MAPNASH de G si y solo si S es un equilibrio de Nash de G y S es un equilibrio perfecto en subjuegos de PG.
|  |  |

Como ejemplo, considere una versión secuencial de batalla de sexos (en el diagrama de arriba a la izquierda). Este juego tiene tres equilibrios de Nash: ( O, o ), ( F, f ) y un equilibrio mixto. Podemos construir una versión de información perfecta (en el diagrama de arriba a la derecha). Este juego tiene solo un equilibrio perfecto en subjuegos ( O, Oo ) Si el primer jugador elige O, el segundo elegirá Oo porque 2 es mejor que 0. Si el primer jugador elige F, el segundo elegirá Ff porque 3 es mejor que 0. Entonces, el jugador 1 elige entre 3 si elige O y 2 si elige F. Como resultado, el jugador 1 elegirá O y el jugador 2 elegirá Oo.
En la batalla de sexos de información imperfecta ( G ) el único MAPNASH es ( O, o ). Efectivamente, moviéndose primero, el jugador 1 puede obligar al otro jugador a elegir su equilibrio preferido, de ahí el nombre "manipulado".

## Significado
En la teoría de juegos tradicional, el orden de los movimientos solo era relevante si había información asimétrica. En el caso de la batalla de sexos discutida arriba, el juego de información imperfecta es equivalente a un juego en el que el jugador 2 se mueve primero y un juego en el que ambos jugadores se mueven simultáneamente. Si los jugadores siguen el MAPNASH, el orden de los movimientos es relevante incluso si no introduce asimetrías en la información. La evidencia experimental parece sugerir que los jugadores reales están influenciados por el orden de los movimientos, incluso si el orden no proporciona a los jugadores información adicional.
Cooper y col. (1993) estudiaron una versión de la batalla de sexos y encontraron que cuando un jugador se mueve antes que el otro, el primer jugador tiende a elegir su equilibrio favorito con más frecuencia y el segundo jugador elige su equilibrio menos favorito con más frecuencia. Esta es una inversión para el segundo jugador en comparación con el mismo juego en el que ambos jugadores eligen simultáneamente. Budescu, Au y Chen (1997) y Rapoport (1997) observan resultados similares en juegos de bienes públicos.
Todos estos juegos son juegos de coordinación en que la selección del equilibrio es un problema importante. En estos juegos, un jugador tiene un equilibrio preferido y se podría suponer que el orden de los movimientos introduce una asimetría que resuelve el problema de coordinación. Para resolver este problema, Weber, Camerer y Knez (2004) estudian un juego de coordinación en el que ningún jugador prefiere un equilibrio sobre otro. Encuentran que en este juego la introducción de orden da como resultado la selección de diferentes equilibrios, y concluyen que el MAPNASH puede ser una herramienta predictiva importante.